# 메이덴나가사와역
메이덴나가사와역(일본어: 名電長沢駅)은 일본 아이치현 도요카와시에 위치한 나고야 철도 나고야 본선의 철도역이다. 역 번호는 NH 07이며, 상대식 승강장 2면 2선의 구조를 갖춘 지상역이다.

## 타는 곳
| 1 | ■ 나고야 본선 | 하행 | 히가시오카자키 · 나고야 · 메이테쓰기후 · 이누야마 방면 |
| 2 | ■ 나고야 본선 | 상행 | 도요하시 · 도요카와이나리 방면                         |

## 이용 현황
- 2013년 기준 : 525명

## 역 주변
- 국도 제1호선
- 도메이 고속도로 오토와카마고리 나들목

## 인접 역
| 나고야 철도 나고야 본선            | 나고야 철도 나고야 본선 | 나고야 철도 나고야 본선          |
| ---------------------------------- | ----------------------- | -------------------------------- |
| NH 06 메이덴아카사카 도요하시 방면 | ■ 나고야 본선           | 모토주쿠 NH 08 메이테쓰기후 방면 |